# Елідо-еретрійська школа
Елі́до-еретрі́йська шко́ла — одна з сократичних шкіл, що існувала протягом 4—3 століття до н. е. Заснована учнем Сократа Федоном в Еліді, згодом Менедем перевів її в Еретрію (звідси назва). Інші представники школи — Анхіпіл та Асклепіад Фліунтський. Оригінальних творів цієї школи не збереглося.

## Відомості
Про неї відомо, головним чином, з праць Цицерона та Діогена Лаертського. За філософським спрямуванням елідо-еретрійська школа близька до мегарської школи.
Елідо-еретрійці займалися переважно питаннями діалектики, а також етики. Один з головних представників школи Менедем, виходячи з положення про єдине й незмінне буття, твердив, ніби всі різноманітні доброчесності єдині за своєю основою і зводяться до добра, яке і є цим єдиним буттям. Добро, на думку Менедема, є осяжною розумом істиною. Менедемові також приписують погляд, ніби загальні властивості речей самостійно не існують, а виявляються в окремих конкретних речах.